# Такаїсі Кацуо
Такаїсі Кацуо (14 жовтня 1906 — 13 квітня 1966) — японський плавець.
Призер Олімпійських Ігор 1928 року, учасник 1924 року.